# Drei-Täler-Radweg
Der Drei-Täler-Radweg ist ein 204 km langer Radfernweg zwischen Straßburg und Villingen. Seinen Namen hat der Radweg durch seinen Verlauf entlang der Täler von Kinzig, Glatt und Neckar.

## Streckenverlauf
Das erste Teilstück führt ohne große Steigungen von Villingen-Schwenningen durch das Neckartal über Rottweil bis Sulz am Neckar. Der Weg führt dann ins Tal der Glatt über Bettenhausen nach Leinstetten. Von Leinstetten bis Schömberg sind die größten Anstiege zu überwinden (gesamt ca. 360 Höhenmeter). Von Loßburg bis Alpirsbach fällt dann der Weg wieder stark ab (ca. 320 Höhenmeter Gefälle). Danach geht es über durch das Kinzigtal über Gengenbach und Offenburg bis zur Kinzigmündung in den Rhein bei Kehl. Die Route führt von Kehl weiter zum Endpunkt Straßburg.
Hinweis: Es gibt gleich-/ähnlich lautende Wege, wie den Drei-Täler-Radweg durch das Neckar-, Elz- und Seebachtal, den Drei-Täler Weg im Donautal zwischen Simbach und Pfarrkirchen bzw. im Altmühltal.